# Єршовська (Архангельська область)
Єршовська (рос. Ершовская) — присілок в Коноському районі Архангельської області Російської Федерації.
Населення становить 3 особи. Входить до складу муніципального утворення селище Мирний.

## Історія
Від 2004 року входить до складу муніципального утворення селище Мирний.

## Населення
| 2002 | 2010 | 2012 |
| ---- | ---- | ---- |
| 0    | ↗3   | →3   |